# Professional Darts Corporation
Professional Darts Corporation (PDC) je profesionální šipkařská organizace se sídlem ve Velké Británii, založená v roce 1992, kdy se skupina předních hráčů oddělila od British Darts Organization (BDO), aby vytvořila vlastní organizaci, jejíž název byl nejdříve World Darts Council (WDC). Předsedou PDC je Eddie Hearn.
PDC pořádá řadu celosvětových soutěží, včetně každoročního mistrovství světa v šipkách, World Matchplay, World Grand Prix, UK Open, Premier League Darts, Grand Slam of Darts nebo mistrovství Evropy. Provozuje také světový žebříček profesionálních hráčů šipek PDC Order of Merit.

## Historie
V 80. letech minulého století velká část televizí ve Velké Británii přestala šipky vysílat, od roku 1989 byla jedinou soutěží v televizi každoroční Embassy World Championship. Někteří hráči se domnívali, že BDO nepodnikla zásadní kroky potřebné k získání nových sponzorů a neprosadila více šipkařských turnajů ve vysílání. To vyústilo v odtržení 16 profesionálů, včetně všech aktivních mistrů světa, od BDO a založení jejich vlastní organizace World Darts Council (WDC) v lednu roku 1992. Hráče vedli sportovní promotéři Tommy Cox a Dick Allix, kteří rodící se organizaci financovali z vlastních úspor.
V roce 1993 se konalo poslední společné mistrovství světa v šipkách. Již v tomto roce ale hráči z WDC na rukávech nosili odznaky své organizace, později je ale museli na popud BDO odstranit. Ti se proto rozhodli, že za této situace se tohoto turnaje již nechtějí zúčastnit.
BDO se rozhodla zakázat rebelujícím hráčům účast v národních soutěží a zákazem hrozila i hráčům, kteří se účastnili exhibičních turnajů pořádaných WDC.

### Tomlin order
Hráči WDC se rozhodli tento spor řešit u soudu. Ten se nakonec protáhl až do roku 1997, kdy 30. července došlo k mimosoudnímu urovnání vztahů.
BDO uznala zřizení WDC a souhlasila s tím, že se všichni hráči mohou svobodně rozhodnout, které turnaje chtějí hrát. WDC ustoupila od požadavku být hlavní světovou šipkařskou organizací a přejmenovala se na Professional Darts Corporation (PDC). PDC dále uznala World Darts Federation (WDF) jako orgán, který bude celosvětově řídit šipkový sport a jako hlavní šipkařskou organizaci ve Velké Británii.
Další podmínkou dohody je, že 16 nejlepších hráčů a všichni domácí sportovci umístění v mistrovství světa organizace BDO do 32 místa nesmí v následujícím roce přestoupit do organizace PDC. Totéž platí pro nejlepších 16 hráčů z mistrovství světa organizace PDC.
Navzdory této podmínce přestoupil Raymond van Barneveld několik týdnů z BDO do PDC poté, co se zúčastnil finále mistrovství světa. O rok později v nové organizaci mistrovství světa vyhrál, přestože dle dohody neměl vůbec hrát. Později se ukázalo, že van Barneveld měl své smlouvě sjednánu klauzuli, díky které získal právo na mistrovství světa PDC hrát.
Dalším kontroverzním momentem byl přestup Jelleho Klaasena, mistra světa z roku 2006, který oznámil přesun do PDC po mistrovství světa v roce 2007, a to navzdory tříleté smlouvě, díky které měl v BDO zůstat minimálně po dobu její platnosti. BDO hrozila, že kvůli tomu podnikne právní kroky, nakonec se tak ale nestalo. Do PDC záhy po mistrovství světa v roce 2007 přešel i semifinalista Mervyn King.

## Hodnocené turnaje

### Mistrovství světa
Mistrovství světa je každoroční turnaj pořádaný na přelomu prosince a ledna. Jedná se o největší turnaj organizace PDC s nejvyššími finančními odměnami. V letech 1994 až 2007 probíhalo v Circus Tavern v Purfleetu, v roce 2008 se šampionát přestěhoval do londýnské Alexandra Palace. Nejúspěšnějším hráčem tohoto turnaje je Phil Taylor, který jej ovládl 14krát.
Vítězové (1994–2025)
| Tituly | Jméno                 | Rok výhry                                                                          |
| ------ | --------------------- | ---------------------------------------------------------------------------------- |
| 14     | Phil Taylor           | 1995, 1996, 1997, 1998, 1999, 2000, 2001, 2002, 2004, 2005, 2006, 2009, 2010, 2013 |
| 3      | Michael van Gerwen    | 2014, 2017, 2019                                                                   |
| 2      | John Part             | 2003, 2008                                                                         |
| 2      | Adrian Lewis          | 2011, 2012                                                                         |
| 2      | Gary Anderson         | 2015, 2016                                                                         |
| 2      | Peter Wright          | 2020, 2022                                                                         |
| 1      | Dennis Priestley      | 1994                                                                               |
| 1      | Raymond van Barneveld | 2007                                                                               |
| 1      | Rob Cross             | 2018                                                                               |
| 1      | Gerwyn Price          | 2021                                                                               |
| 1      | Michael Smith         | 2023                                                                               |
| 1      | Luke Humphries        | 2024                                                                               |
| 1      | Luke Littler          | 2025                                                                               |

### UK Open
Nejdříve se v letech 2003–2013 konal v červnu v Reebok Stadium v Boltonu, poté se přestěhoval na březnový termín do Butlins v Minehead (s jednoročním přesunem do Milton Keynes kvůli covidu-19 v roce 2021). Turnaj je třídenní a účastní se ho 168 hráčů. Po každém kole se hráčské dvojice losují, přičemž každý může hrát s každým, nasazení hráči nemají žádné preference. Phil Taylor je s pěti tituly nejúspěšnějším hráčem turnaje.
Vítězové (2003–2025)
| Tituly | Jméno                 | Rok výhry                    |
| ------ | --------------------- | ---------------------------- |
| 5      | Phil Taylor           | 2003, 2005, 2009, 2010, 2013 |
| 3      | Michael van Gerwen    | 2015, 2016, 2020             |
| 3      | James Wade            | 2008, 2011, 2021             |
| 2      | Raymond van Barneveld | 2006, 2007                   |
| 1      | Roland Scholten       | 2004                         |
| 1      | Robert Thornton       | 2012                         |
| 1      | Adrian Lewis          | 2014                         |
| 1      | Peter Wright          | 2017                         |
| 1      | Gary Anderson         | 2018                         |
| 1      | Nathan Aspinall       | 2019                         |
| 1      | Danny Noppert         | 2022                         |
| 1      | Andrew Gilding        | 2023                         |
| 1      | Dimitri Van den Bergh | 2024                         |
| 1      | Luke Littler          | 2025                         |

### World Matchplay
Turnaj se od roku 1994 koná ve Winter Gardens v Blackpoolu. Zápasy se nehrají na sety, ale na legy. Do roku 2012 musel hráč k vítězství ve hře vyhrávat po odehrání předepsaného počtu legů minimálně o dva, jinak hra pokračovala dál. Od roku 2013 došlo k omezení na maximálně 6 legů navíc, pokud do té doby nikdo nevyhraje, následuje rozhodující leg. V prvním kole hraném na 10 vítězných legů je tedy maximální možný stav 13–12. Phil Taylor ovládl turnaj 16krát, ve svých prvních 15 finálových kolech nenalezl ani jednou přemožitele.
Vítězové (1994–2024)
| Tituly | Jméno                 | Rok výhry                                                                                      |
| ------ | --------------------- | ---------------------------------------------------------------------------------------------- |
| 16     | Phil Taylor           | 1995, 1997, 2000, 2001, 2002, 2003, 2004, 2006, 2008, 2009, 2010, 2011, 2012, 2013, 2014, 2017 |
| 3      | Michael van Gerwen    | 2015, 2016, 2022                                                                               |
| 2      | Rod Harrington        | 1998, 1999                                                                                     |
| 1      | Larry Butler          | 1994                                                                                           |
| 1      | Peter Evison          | 1996                                                                                           |
| 1      | Colin Lloyd           | 2005                                                                                           |
| 1      | James Wade            | 2007                                                                                           |
| 1      | Gary Anderson         | 2018                                                                                           |
| 1      | Rob Cross             | 2019                                                                                           |
| 1      | Dimitri Van den Bergh | 2020                                                                                           |
| 1      | Peter Wright          | 2021                                                                                           |
| 1      | Nathan Aspinall       | 2023                                                                                           |
| 1      | Luke Humphries        | 2024                                                                                           |

### World Grand Prix
Tento turnaj v roce 1998 nahradil World Pairs. Nejdříve se konal v Casino Rooms v Rochesteru, v roce 2000 se přesunul do Rosslare a o rok později do současného místa, kterým je CityWest Hotel v Dublinu. Turnaj je výjimečný tím, že šipkař musí každý leg nejen zakončit na dvojnásobku, ale také zahájit (možné je využít také střed terče). Turnaj ovládl nejčastěji Phil Taylor, a to 11krát.
Vítězové (1998–2024)
| Tituly | Jméno                | Rok výhry                                                        |
| ------ | -------------------- | ---------------------------------------------------------------- |
| 11     | Phil Taylor          | 1998, 1999, 2000, 2002, 2003, 2005, 2006, 2008, 2009, 2011, 2013 |
| 6      | Michael van Gerwen   | 2012, 2014, 2016, 2018, 2019, 2022                               |
| 2      | James Wade           | 2007, 2010                                                       |
| 1      | Alan Warriner-Little | 2001                                                             |
| 1      | Colin Lloyd          | 2004                                                             |
| 1      | Robert Thornton      | 2015                                                             |
| 1      | Daryl Gurney         | 2017                                                             |
| 1      | Gerwyn Price         | 2020                                                             |
| 1      | Jonny Clayton        | 2021                                                             |
| 1      | Luke Humphries       | 2023                                                             |
| 1      | Mike De Decker       | 2024                                                             |

### Grand Slam of Darts
Turnaj byl představen v roce 2007 a byl prvním turnajem konaným ve Velké Británii, kde se představili hráči z PDC i BDO. Na turnaj byli pozváni hráči, kteří se v uplynulých dvou letech zúčastnili finále některého z hlavních turnajů každé organizace. Soutěž se koná v průběhu listopadu a trvá 9 dní.
Vítězové (2007–2024)
| Tituly | Jméno                 | Rok výhry                          |
| ------ | --------------------- | ---------------------------------- |
| 6      | Phil Taylor           | 2007, 2008, 2009, 2011, 2013, 2014 |
| 3      | Michael van Gerwen    | 2015, 2016, 2017                   |
| 3      | Gerwyn Price          | 2018, 2019, 2021                   |
| 1      | Scott Waites          | 2010                               |
| 1      | Raymond van Barneveld | 2012                               |
| 1      | José de Sousa         | 2020                               |
| 1      | Michael Smith         | 2022                               |
| 1      | Luke Humphries        | 2023                               |
| 1      | Luke Littler          | 2024                               |

### Players Championship Finals
Tento turnaj byl představen v roce 2009 a do roku 2015 se ho každoročně účastnilo 32 nejlepších hráčů organizace. V roce 2016 byl počet účastníků zdvojnásoben.
Vítězové (2009–2024)
| Tituly | Jméno              | Rok výhry                                |
| ------ | ------------------ | ---------------------------------------- |
| 7      | Michael van Gerwen | 2013, 2015, 2016, 2017, 2019, 2020, 2022 |
| 3      | Phil Taylor        | 2009, 2011, 2012                         |
| 2      | Luke Humphries     | 2023, 2024                               |
| 1      | Paul Nicholson     | 2010                                     |
| 1      | Kevin Painter      | 2011                                     |
| 1      | Gary Anderson      | 2014                                     |
| 1      | Daryl Gurney       | 2018                                     |
| 1      | Peter Wright       | 2021                                     |

### Mistrovství Evropy
Mistrovství Evropy je turnaj, který umožňuje nejlepším hráčům z Evropy soutěžit s nejlepšími hráči z PDC. Turnaj se hrál poprvé v roce 2008 a prvních 6 let byl dotován 200 000 liber. Phil Taylor vyhrál první čtyři ročníky.
Vítězové (2008–2024)
| Tituly | Jméno              | Rok výhry              |
| ------ | ------------------ | ---------------------- |
| 4      | Phil Taylor        | 2008, 2009, 2010, 2011 |
| 4      | Michael van Gerwen | 2014, 2015, 2016, 2017 |
| 2      | Rob Cross          | 2019, 2021             |
| 2      | Peter Wright       | 2020, 2023             |
| 1      | Simon Whitlock     | 2012                   |
| 1      | Adrian Lewis       | 2013                   |
| 1      | James Wade         | 2018                   |
| 1      | Ross Smith         | 2022                   |
| 1      | Ritchie Edhouse    | 2024                   |

### World Masters
Od roku 2025 PDC opět pořádá turnaj World Masters, který se hraje na sety.
Vítězové (2025)
| Tituly | Jméno        | Rok výhry |
| ------ | ------------ | --------- |
| 1      | Luke Littler | 2025      |

## Nehodnocené turnaje

### Premier League Darts
V roce 2005 společnost Sky Sports zahájila Premier League Darts. Po dobu pěti měsíců soutěží deset největších jmen z okruhu PDC v ligové tabulce a zápasy se konají po celé zemi na různých místech.
Vítězové (2005–2025)
| Tituly | Jméno                 | Rok výhry                                |
| ------ | --------------------- | ---------------------------------------- |
| 7      | Michael van Gerwen    | 2013, 2016, 2017, 2018, 2019, 2022, 2023 |
| 6      | Phil Taylor           | 2005, 2006, 2007, 2008, 2010, 2012       |
| 2      | Gary Anderson         | 2011, 2015                               |
| 1      | James Wade            | 2009                                     |
| 1      | Raymond van Barneveld | 2014                                     |
| 1      | Glen Durrant          | 2020                                     |
| 1      | Jonny Clayton         | 2021                                     |
| 1      | Luke Littler          | 2024                                     |
| 1      | Luke Humphries        | 2025                                     |

### World Series of Darts
Tato série turnajů probíhá na různých kontinentech. Tradičně se jí účastní nejlepších 8 hráčů z PDC a 8 hráčů, kteří projdou národními kvalifikacemi. Od roku 2015 získávají hráči během turnaje body, díky kterým se mohou na konci roku zúčastnit World Series of Darts Finals.
Vítězové (2015–2024)
| Tituly | Jméno              | Rok výhry                    |
| ------ | ------------------ | ---------------------------- |
| 5      | Michael van Gerwen | 2015, 2016, 2017, 2019, 2023 |
| 2      | Gerwyn Price       | 2020, 2022                   |
| 1      | James Wade         | 2018                         |
| 1      | Jonny Clayton      | 2021                         |
| 1      | Luke Littler       | 2024                         |

| Rok  | Lokalita                                                                        |
| ---- | ------------------------------------------------------------------------------- |
| 2013 | Dubaj, Sydney                                                                   |
| 2014 | Dubaj, Singapur, Perth, Sydney                                                  |
| 2015 | Dubaj, Jokohama, Perth, Sydney, Auckland                                        |
| 2016 | Dubaj, Auckland, Šanghaj, Tokio, Sydney, Perth                                  |
| 2017 | Dubaj, Šanghaj, Las Vegas, Auckland, Melbourne, Perth, Düsseldorf               |
| 2018 | Gelsenkirchen, Las Vegas, Šanghaj, Auckland, Melbourne, Brisbane                |
| 2019 | Las Vegas, Kolín nad Rýnem, Brisbane, Melbourne, Hamilton                       |
| 2020 | —                                                                               |
| 2021 | Kodaň                                                                           |
| 2022 | New York, Kodaň, Amsterdam, Townsville, Wollongong, Hamilton                    |
| 2023 | Sachír, Kodaň, New York, Varšava, Hamilton, Wollongong                          |
| 2024 | Sachír, 's-Hertogenbosch, New York, Kodaň, Gliwice, Wollongong, Hamilton        |
| 2025 | Sachír, 's-Hertogenbosch, Kodaň, New York, Gliwice, Kodaň, Wollongong, Hamilton |

### World Cup of Darts
Jeden ze tří nových turnajů z roku 2010, kde hráči ze 24 zemí soutěží o 150 000 liber. Účastníci jsou vybírání na základě PDC Order of Merit. Anglie a Nizozemsko získaly titul čtyřikrát, všechna vítězství pro Anglii získali Phil Taylor a Adrian Lewis, Raymond van Barneveld se podílel na všech čtyřech holandských vítězstvích. V roce 2019 se Skotsko stalo ve finále teprve třetím národem, který získal trofej.
Vítězové (2010, 2012–2025)
| Tituly | Národ         | Tým                                        | Rok výhry              |
| ------ | ------------- | ------------------------------------------ | ---------------------- |
| 5      | Anglie        | Phil Taylor a Adrian Lewis                 | 2012, 2013, 2015, 2016 |
| 5      | Anglie        | Luke Humphries a Michael Smith             | 2024                   |
| 4      | Nizozemsko    | Michael van Gerwen a Raymond van Barneveld | 2014, 2017, 2018       |
| 4      | Nizozemsko    | Raymond van Barneveld a Co Stompé          | 2010                   |
| 2      | Skotsko       | Gary Anderson a Peter Wright               | 2019                   |
| 2      | Skotsko       | Peter Wright a John Henderson              | 2021                   |
| 2      | Wales         | Gerwyn Price a Jonny Clayton               | 2020, 2023             |
| 1      | Austrálie     | Damon Heta a Simon Whitlock                | 2022                   |
| 1      | Severní Irsko | Josh Rock a Daryl Gurney                   | 2025                   |

### PDC World Youth Championship
Druhý z turnajů pořádaných od roku 2010 byl zpřístupněn všem hráčům z BDO i PDC ve věku mezi 18 a 21 lety. Finále bylo nejdříve vysíláno živě před finále mistrovství světa, v pozdějších letech před finále Premier League. Oba finalisté získávají příležitost získat licenci PDC ProTour a sponzory podporující PDC. Zároveň obdrží pozvánku na Grand Slam of Darts. Od roku 2015 se věková hranice změnila, turnaje se nově mohou zúčastnit hráči mladší 23 let.
Dimitri Van den Bergh se v roce 2018 stal prvním hráčem, který dokázal titul obhájit. O další pokus se ale z důvodu věku již nemohl pokusit.
Vítězové (2011–2024)
| Tituly | Jméno                 | Rok výhry  |
| ------ | --------------------- | ---------- |
| 2      | Dimitri Van den Bergh | 2017, 2018 |
| 1      | Arron Monk            | 2011       |
| 1      | James Hubbard         | 2012       |
| 1      | Michael Smith         | 2013       |
| 1      | Keegan Brown          | 2014       |
| 1      | Max Hopp              | 2015       |
| 1      | Corey Cadby           | 2016       |
| 1      | Luke Humphries        | 2019       |
| 1      | Bradley Brooks        | 2020       |
| 1      | Ted Evetts            | 2021       |
| 1      | Josh Rock             | 2022       |
| 1      | Luke Littler          | 2023       |
| 1      | Gian van Veen         | 2024       |

### Women's World Matchplay
Jako součást podpory žen v šipkách založila PDC tento turnaj, kterého se účastní 8 nejlepších žen na základě umístění v žebříčku PDC Women's Series Order of Merit. Turnaj se v roce 2022 hrál ve dne, kdy se konalo finále World Matchplay.
Vítězové (2022–2024)
| Tituly | Jméno              | Rok výhry  |
| ------ | ------------------ | ---------- |
| 2      | Beau Greavesová    | 2023, 2024 |
| 1      | Fallon Sherrocková | 2022       |

## Bývalé turnaje

### Las Vegas Desert Classic
V Las Vegas se turnaj konal pravidelně v červenci od roku 2002 do roku 2009.
Vítězové (2002–2009)
| Tituly | Jméno                 | Rok výhry                    |
| ------ | --------------------- | ---------------------------- |
| 5      | Phil Taylor           | 2002, 2004, 2005, 2008, 2009 |
| 1      | Peter Manley          | 2003                         |
| 1      | John Part             | 2006                         |
| 1      | Raymond van Barneveld | 2007                         |

### World Series of Darts
Předchůdce turnaje US Open, turnaj se konal pouze jednou.
Vítězové (2006)
| Tituly | Jméno       | Rok výhry |
| ------ | ----------- | --------- |
| 1      | Phil Taylor | 2006      |

### US Open
US Open byl turnaj, který v roce 2006 nahradil World Series of Darts. Hrál se celkem čtyřikrát, v letech 2009 a 2010 byl ale degradován z major turnaje na turnaj Pro Tour.
Vítězové (2007–2008)
| Tituly | Jméno       | Rok výhry  |
| ------ | ----------- | ---------- |
| 2      | Phil Taylor | 2007, 2008 |

### Championship League Darts
Turnaje se mohli účastnit i hráči mimo nejlepší osmičku žebříčku PDC Order of Merit. Jednalo se také o vůbec první turnaj v šipkách, který byl vysílán pouze na internetu.
Vítězové (2008–13)
| Tituly | Jméno         | Rok výhry              |
| ------ | ------------- | ---------------------- |
| 4      | Phil Taylor   | 2008, 2011, 2012, 2013 |
| 1      | Colin Osborne | 2009                   |
| 1      | James Wade    | 2010                   |

### Champions League of Darts
Turnaj se poprvé konal v Motorpoint aréně v Cardiffu 24. a 25. září 2016, kdy se ho zúčastnilo 8 nejlepších hráčů dle PDC Order of Merit. Šlo o první turnaj PDC, který naživo vysílala britská BBC.
Vítězové (2016–2019)
| Tituly | Jméno              | Rok výhry |
| ------ | ------------------ | --------- |
| 1      | Phil Taylor        | 2016      |
| 1      | Mensur Suljović    | 2017      |
| 1      | Gary Anderson      | 2018      |
| 1      | Michael van Gerwen | 2019      |

### The Masters
Masters se účastnilo od roku 2021 24 nejlepších hráčů světa dle PDC Order of Merit, do roku 2020 to bylo hráčů 16. První turnaj se konal od 1. do 3. listopadu 2013 v Royal Highland Center v Edinburghu ve Skotsku. Od roku 2015 se konal v Marshall Arena v Milton Keynes na přelomu ledna a února. Od roku 2025 jej nahradí turnaj Winmau World Masters.
Vítězové (2013–2024)
| Tituly | Jméno              | Rok výhry                    |
| ------ | ------------------ | ---------------------------- |
| 5      | Michael van Gerwen | 2015, 2016, 2017, 2018, 2019 |
| 1      | Phil Taylor        | 2013                         |
| 1      | James Wade         | 2014                         |
| 1      | Peter Wright       | 2020                         |
| 1      | Jonny Clayton      | 2021                         |
| 1      | Joe Cullen         | 2022                         |
| 1      | Chris Dobey        | 2023                         |
| 1      | Stephen Bunting    | 2024                         |

## PDC Síň slávy
PDC v roce 2005 založila síň slávy, do které patří osobnosti, které se významně zapsaly do světa šipkového sportu.
K roku 2024 do ní patří celkem 18 osobností.
| Jméno            | Rok  | Vztah k šipkám                            |
| ---------------- | ---- | ----------------------------------------- |
| Eric Bristow     | 2005 | pětinásobný mistr světa                   |
| John Lowe        | 2005 | trojnásobný mistr světa                   |
| Freddie Williams | 2006 | rozhodčí                                  |
| Phil Jones       | 2007 | ceremoniář                                |
| John Raby        | 2007 | zakladatel juniorské šipkařské organizace |
| Sid Waddell      | 2008 | komentátor                                |
| Dave Lanning     | 2008 | komentátor                                |
| Dennis Priestley | 2009 | dvojnásobný mistr světa                   |
| Dick Allix       | 2010 | manažer hráčů                             |
| Tommy Cox        | 2010 | manažer hráčů a ředitel turnajů           |
| Phil Taylor      | 2011 | šestnáctinásobný mistr světa              |
| Bruce Spendley   | 2013 | rozhodčí                                  |
| John Gwynne      | 2014 | komentátor                                |
| John Part        | 2017 | trojnásobný mistr světa                   |
| Dave Clark       | 2018 | komentátor                                |
| Rod Harrington   | 2019 | dvojnásobný vítěz World Matchplay         |
| Barry Hearn      | 2021 | bývalý předseda organizace                |
| Russ Bray        | 2024 | rozhodčí                                  |